# 2009–2010-es MOL Liga
A MOL Liga második szezonját hárommal kevesebb résztvevővel, hét csapattal rendezték meg. Az első szezonhoz képest hiányzott a Steaua București és a Progym Gyergyószentmiklós, valamint a megszűnt HC Csíkszereda és az Alba Volán SC farmcsapata. Helyettük egy új csapat érkezett, az erdélyi SCM Brassó. Az első mérkőzésekre 2009. szeptember 11-én került sor.

## Előzmények
A Brassó már 2008 végén jelezte, hogy tervei között szerepel az indulás a MOL Ligában a következő szezonban. A Liga június elejei ülése után kiderült, hogy rendezetlen anyagi háttere miatt nem indul a Steaua. Nem nevezett, majd megszűnt a HC Csíkszereda. Az Alba Volán nem nevezte a farmcsapatát. A Progym szereplésével kapcsolatban a Liga csapatai kifogásolták, hogy a gyergyóiak elsősorban ifjúsági korú játékosokkal játszanának, valamint a jégcsarnokuk színvonala sem megfelelő. A légiós korlátozást 3 mezőnyjátékos+1 kapus, vagy 5 mezőnyjátékosban szabták meg. Két hét múlva a Progym jelezte, hogy anyagi és pályaproblémái miatt nem tud elindulni a MOL Ligában. A pótlásukra a magyar szövetség felvette a kapcsolatot a szlovák harmadosztályú HKM Luceneccel. Július elején a MOL bejelentette, hogy továbbra is támogatja a a bajnokságot. Szeptember elején a szlovák szövetség nem engedélyezte a Losonc indulását. A brassói csapat jégcsarnokának építése a bajnokság alatt is zajlott, ezért a Brassó hazai mérkőzéseit Csíkszeredában rendezték.

### Átigazolások
- Dab.Docler: Lencsés Tamás (Bp. Stars)
- Ferencváros:  Budai Krisztián (MHK Kezmarok),

## Résztvevők
| Csapat                 | Város       | Jégpálya                 | Befogadóképesség | Vezetőedző                 |
| ---------------------- | ----------- | ------------------------ | ---------------- | -------------------------- |
| Ferencvárosi TC        | Budapest    | Pesterzsébeti Jégcsarnok | 1500             | Szergej Oreskin            |
| Újpesti TE             | Budapest    | Megyeri úti Jégcsarnok   | 2000             | Pék György                 |
| Dab.Docler             | Dunaújváros | Dunaújvárosi Jégcsarnok  | 4000             | Jonathan Patrick MacCallum |
| Sport Club Csíkszereda | Csíkszereda | Vákár Lajos Műjégpálya   | 4000             | Ulf Weinstock              |
| Vasas Bp. Stars        | Budapest    | Jégcentrum               | 2008             | Glen Williamson            |
| Miskolci Jegesmedvék   | Miskolc     | Miskolci Jégcsarnok      | 1800             | Mayer Péter                |
| Fenestela 68 Brașov    | Brassó      | Vákár Lajos Műjégpálya   | 4000             |                            |

## Vezetőedző-váltások
| Csapat          | Távozó vezetőedző           | A távozás oka       | A bejelentés ideje | Helyezés     | Érkező vezetőedző           | A bejelentés ideje  | Forrás      |
| --------------- | --------------------------- | ------------------- | ------------------ | ------------ | --------------------------- | ------------------- | ----------- |
| SC Csíkszeredai | Gál Sándor                  |                     | 2009.              | szezon előtt | Ulf Weinstock               | 2009. július 23.    | [ 7 ]       |
| Budapest Stars  | Robert Spisák               | lejárt a szerződése | 2009. június 9.    | szezon előtt | Glen Williamson             | 2009. augusztus 18. | [ 8 ] [ 9 ] |
| Ferencvárosi TC | Pindák László               |                     | 2009.              | szezon előtt | Rick Leach                  | 2009. július 25.    | [ 10 ]      |
| Ferencvárosi TC | Rick Leach                  |                     | 2009. november 9.  | 5.           | Jécsi Gyula Szergej Oreskin | 2009.               | [ 11 ]      |
| Ferencvárosi TC | Jécsi Gyula Szergej Oreskin |                     | 2009. december 1.  |              | Jarmo Jamalainen            | 2009. december 1.   | [ 12 ]      |
| Ferencvárosi TC | Jarmo Jamalainen            |                     | 2010. január 8.    |              | Szergej Oreskin             | 2010. január 8.     | [ 13 ]      |

## Szezon
A 24 fordulós alapszakaszban mindenki négyszer játszott a másikkal(kétszer otthon és kétszer idegenben). A rájátszásba az alapszakasz négy legjobbja jutott, és egy mérkőzéses párharcokban dőltek el a helyezések sorsa. A rájátszást ebben az évben is az alapszakasz győztes otthonában játszották.

### Alapszakasz
| Hely. | Csapat               | M  | Gy | HGy | HV | V  | G+  | G–  | Gk  | P  | Továbbjutás vagy kiesés          |
| ----- | -------------------- | -- | -- | --- | -- | -- | --- | --- | --- | -- | -------------------------------- |
| 1.    | Dab.Docler           | 24 | 21 | 1   | 1  | 1  | 133 | 50  | +83 | 66 | A rájátszás elődöntőjébe jutott. |
| 2.    | SC Csíkszereda       | 24 | 14 | 0   | 1  | 9  | 82  | 70  | +12 | 43 | A rájátszás elődöntőjébe jutott. |
| 3.    | Újpesti TE           | 24 | 12 | 1   | 1  | 10 | 102 | 99  | +3  | 39 | A rájátszás elődöntőjébe jutott. |
| 4.    | Vasas Bp. Stars      | 24 | 11 | 2   | 2  | 9  | 61  | 63  | −2  | 39 | A rájátszás elődöntőjébe jutott. |
| 5.    | Ferencvárosi TC      | 24 | 8  | 3   | 2  | 11 | 86  | 90  | −4  | 32 |                                  |
| 6.    | Miskolci Jegesmedvék | 24 | 4  | 2   | 3  | 15 | 73  | 102 | −29 | 19 |                                  |
| 7.    | Fenestela 68 Brașov  | 24 | 3  | 2   | 1  | 18 | 71  | 134 | −63 | 14 |                                  |

### Rájátszás
Az rájátszásba az alapszakasz első négy helyezettje jutott. Az elődöntőket a dunaújvárosi jégcsarnokban rendezték 2010. január 23–24-én.
|  | Elődöntők              | Elődöntők              | Elődöntők   |   |                        | Döntő                  | Döntő          | Döntő |
|  |                        |                        |             |   |                        |                        |                |       |
|  |                        |                        |             |   |                        |                        |                |       |
|  | SC Csíkszereda         | SC Csíkszereda         | 3           |   |                        |                        |                |       |
|  | Újpesti TE             | Újpesti TE             | 4           |   |                        |                        |                |       |
|  |                        |                        |             |   |                        |                        |                |       |
|  |                        |                        |             |   |                        |                        |                |       |
|  |                        |                        |             |   | Újpesti TE             | Újpesti TE             | 1              |       |
|  |                        | Vasas Stars            | Vasas Stars | 3 |                        |                        |                |       |
|  |                        |                        |             |   |                        |                        |                |       |
|  |                        |                        |             |   |                        |                        |                |       |
|  |                        |                        |             |   |                        | Bronzmérkőzés          |                |       |
|  |                        |                        |             |   |                        |                        |                |       |
|  | Dunaújvárosi Acélbikák | Dunaújvárosi Acélbikák | 2           |   | Dunaújvárosi Acélbikák | Dunaújvárosi Acélbikák | 4              |       |
|  | Vasas Stars            | Vasas Stars            | 3           |   |                        | SC Csíkszereda         | SC Csíkszereda | 3     |

### Ponttáblázat
| Hely | Név                 | Csapat                 | Mérkőzés | Gól | Assziszt | Pont |
| 1.   | Kurt MacSweyn       | Dunaújvárosi Acélbikák | 26       | 23  | 26       | 49   |
| 2.   | Ladislav Sikorcin   | Újpest                 | 24       | 18  | 29       | 47   |
| 3.   | Galanisz Nikandrosz | Dunaújvárosi Acélbikák | 26       | 27  | 17       | 44   |
| 4.   | Thomas Kevin Korol  | Dunaújvárosi Acélbikák | 26       | 13  | 29       | 42   |
| 5.   | Azari Zsolt         | Dunaújvárosi Acélbikák | 26       | 8   | 31       | 39   |
| 6.   | Vitalij Kiricsenko  | Újpest                 | 23       | 15  | 19       | 34   |
| 7.   | Magosi Bálint       | Dunaújvárosi Acélbikák | 23       | 15  | 18       | 33   |
| 8.   | Szőcs Szabolcs      | Ferencváros            | 26       | 13  | 18       | 31   |
| 9.   | Elekes Levente      | SCM Brassó             | 23       | 19  | 10       | 29   |
| 10.  | Marcel Petran       | Újpest                 | 25       | 12  | 17       | 29   |

### Kapus-statisztika
| Hely | Név              | Csapat                 | Mérkőzés | Játszott perc | Védett lövés | Védés %-ban |
| 1.   | Peter Sevela     | Dunaújvárosi Acélbikák | 17       | 1019          | 600          | 95,69       |
| 2.   | Rajna Miklós     | Vasas Budapest Stars   | 25       | 1507          | 864          | 93,4        |
| 3.   | Stanislav Kozuch | SC Csíkszereda         | 15       | 815           | 433          | 92,71       |
| 4.   | Becze Zoltán     | Újpest                 | 18       | 961           | 571          | 91,8        |
| 5.   | Ladislav Kudrna  | SCM Brassó             | 6        | 362           | 234          | 91,4        |

### Statisztikák
Legtöbb gól egy mérkőzésen:
- 2009.11.24  Újpesti TE -  SCM Brassó 11:7

Legnagyobb arányú győzelem:
- 2009.10.30  SCM Brassó -  Dunaújvárosi Acélbikák 1:10

## Különdíjak
- A legjobb kapus: Peter Sevela (DAB.Docler)[15]
- A legjobb hátvéd: Marcel Petrán (Újpest)
- A legjobb csatár: Holéczy Roger (Vasas Budapest Stars)
- A legeredményesebb játékos: Kurt MacSweyn (DAB.Docler)

## A bajnokság végeredménye
| #  | Csapat                 |
| 1. | Vasas Budapest Stars   |
| 2. | Újpesti TE             |
| 3. | Dunaújvárosi Acélbikák |
| 4. | SC Csíkszereda         |
| 5. | Ferencvárosi TC        |
| 6. | Miskolci JJSE          |
| 7. | SCM Brassó             |

## A Vasas Stars bajnokcsapata
| Kapusok         | Kapusok |
| --------------- | ------- |
| Rajna Miklós    |         |
| Pleszkán József |         |

| Védők              | Védők |
| ------------------ | ----- |
| Bereczki Gergő     |       |
| Géczi Gergely      |       |
| Kangyal Balázs     |       |
| Nagy Richárd       |       |
| Szajbert Krisztián |       |
| Szirányi Bence     |       |
| Sille Tamás        |       |
| Svasznek Bence     |       |
| Ványi Gergő        |       |

| Támadók         | Támadók |
| --------------- | ------- |
| Fodor Csanád    |         |
| Fodor Szabolcs  |         |
| Gergely Csaba   |         |
| Gröschl Tamás   |         |
| Szergej Maszlov |         |
| Somogyi Balázs  |         |
| Strenk Hunor    |         |
| Szappanos Dávid |         |
| Wéber Zsolt     |         |

| Holéczy Roger    |
| Majoross Gergely |
| Sándor Szilárd   |
| Virág Csaba      |

Edző: Glen Williamson

## Lásd még
- 2009–2010-es magyar jégkorongbajnokság